# داي أوف ذا فالكون (فلم)
فيلم داي أوف ذا فالكون (بالإنجليزية: Day of the Falcon) ويعرف أيضًا باسم الذهب الأسود (بالإنجليزية: Black Gold)، هو فيلم من إنتاج مؤسسة الدوحة للأفلام، أنتج الفيلم سنة 2011، وجرى تصويره في الدوحة وهو أول فيلم أجنبي يصور في الجزيرة العربية بعد لورنس العرب سنة 1962. منتج الفيلم التونسي طارق بن عمار، وأخرجه الفرنسي جان جاك أنو.

## القصة
في أوائل القرن العشرين كان أمير نسيب (أنتونيو بانديراس) سلطان حبيقة وسلطان عمار (مارك سترونج) من سلمة في حرب حدودية على شريط عريض جرد يسمونه «الحزام الأصفر». عندما يفوز نسيب يجبر عمار على الموافقة على اتفاق سلام: الحزام الأصفر لن ينتمي إلى أي منهما ليصبح أرضا بين أراضيه وسيأخذ أمير نسيب أبناء السلطان عمار صالح وعودة كرهائن. يوافق عمار على مضض مع العلم أن الرهائن ثقة مقدسة تربط نسيب أيضا. كلاهما أقسم بالله على الميثاق. نسيب وعد عمار بالاعتناء بتربية أبنائه وأبنائه طارق وليلى.
صالح الابن الأكبر لعمار هو روح حرة مهتمة في المساعي التقليدية لأمير عربي في حين أن عودة هو قاريء نهم للكتب. ليلى وعودة يصبحا أصدقاء جيدين حتى يتم فصلهم في مرحلة المراهقة. عشر سنوات تمر. عودة (طاهر رحيم) لا يزال قاريء نهم للكتب في حين صالح (أكين غازي) يتوق إلى العودة إلى دياره ليكون مع والده.
يقوم سام ثوركيتل (كوري جونسون) وهو عالم جيولوجي يعمل لدى شركة «تيكسان أويل» الغربية بدراسة الحزام الأصفر وهو مقتنع بوجود زيت خام عالي الجودة تحت صخره. يقول نسيب أن الاكتشاف سيجعله أكثر ثراء من ملك إنجلترا ونسيب مستعد أكثر للاستماع للعرض حيث أنه عاجز ومهلك ويعاني شعبه من وباء الكوليرا وزوجته متوفية. يسمح نسيب لشركة ثوركتل باستخراج النفط من الحزام الأصفر مما ينتهك اتفاق السلام مع سلطان عمار.
يبدأ في الحصول على المال ويبدأ نسيب بتحديث مملكته بإنشاء المدارس والمستشفيات والكهرباء. يجعل ابنه طارق عقيد ويعين عودة أمين مكتبه الوطني ويرسل مبعوثا إلى عمار لإبرام اتفاق لاستخراج النفط من الحزام الأصفر. لكن رجال القبائل الصحراوية يهاجمون أحد المواقع النفطية ويقتلون الطاقم. بتهديد عائداتهم فإن نسيب يقرر أن يهدي رجال القبائل المختلفة الهدايا الفخمة والذهب لقبول استخراج النفط.
المبعوث المرسل إلى عمار يعود ويرسل إلى نسيب: يعتبر عمار استغلال الحزام الأصفر انتهاكا لمعاهدتهما. يقول صالح لعودة أنه يستطيع إقناع والده ويقرر الهروب. قتل حراسه للهروب. تم القبض عليه لكن ابن إدريس يقتله انتقاما لقتل الحراس الذين كانوا أبناء عم إدريس.
للحفاظ على عائدات النفط ينفذ نسيب مناورة سياسية رائعة: يزوج عودة لابنته ليلى (فريدا بينتو). في إحدى السكتات الدماغية قام بتحويل موقف عودة من الرهينة إلى أحد أفراد الأسرة وبالتالي حل اتفاقه مع عمار وإبطال نفسه من اليمين الديني. يتفق عودة على مضض مع العلم أنه مؤامرة لمنع عمار من مهاجمة نسيب. قرر نسيب إرسال عودة لإقناع عمار باستخدام الحزام الأصفر. عودة يلتقي عمار الذي يفاجأ أنه يعلم أن عودة ممثل لنسيب. يتعلم عودة المزيد عن والده أثناء إقامته هناك. عمار يقول لعودة أن نسيب عرض 5٪ ثم 35٪ من الأرباح لكنه رفض العرض. حتى وعد نسيب برمي أبناء عمار كنوع من الممتلكات القيمة. عندما يحاول عودة أن يشرح له يقول أن كل شيء في منزله يتم إما عن طريق الدم أو الحب ولكن ليس المال وهذا المال ليس له قيمة. في اليوم التالي يعقد اجتماع مع حلفاء عمار. من خلال السماح للأجانب باستخراج النفط فإنهم يسمحون لأنفسهم بتدمير ثقافتهم وزوالها في حين يجادل عودة دون جدوى بالقول إن الله لم يكن يعني ذلك لاستخدامها وقال أنه لن يعطيها في ترابها.
يرسل عمار مبعوثا حسن دخيل إلى نسيب ليقدم وقف جميع الأعمال العدائية إذا وافق نسيب على إغلاق آبار النفط وطرد الأجانب. رفض نسيب تقديم عرض مضاد إلى حسن دخيل. في وقت لاحق عمار يتلقى رسالة من حسن يبدو فيها على ما يبدو أن حسن قد انشق إلى نسيب. في أعقاب هذه النكسة يضع عمار خطة لإرسال جميع أسرته إلى الصحراء بدعائم سلاح ليعملوا كسفائر من أجل جذب جيش نسيب إلى الصحراء بينما يأخذ عمار جيشه الحقيقي للاستيلاء على مدينة نسيب حبيقة. يقدم قيادة الجيش شرك إلى عودة. اعتراضات عودة معارضة أن إرسال السجناء إلى الصحراء يعني وفاة معينة ولكن في مواجهة رفض والده يوافق على مضض ويرافقه أخيه الشقيق علي وهو طبيب الذي لا يتشابه في عقلية والدهما الكارهة للأجانب. تعمل الخطة ويرسل نسيب ست سيارات مصفحة بعدها. إلا أن السيارات الثقيلة عالقة في الرمال ورجال عودة قادرون على التغلب على شاغليها وإن لم يكن من دون خسائر فادحة. يقتل الجمل الذي يحمل الحمام الزاجل. واحد منهم تمكن من إعادته إلى سلمى. الدم على حمامة جنبا إلى جنب مع عدم وجود رسالة مكتوبة يقود عمار إلى الاعتقاد أنه لم يكن هناك ناجين. عندما تفشل السيارات المدرعة في العودة فإن نسيب يرسل طائرة مع طارق إلى المستطلع. عودة يقوم بالتمثيل بجعل رجاله مستلقين كموتى حول السيارة المدرعة المدمرة. عندما يحلق طارق فوقهم يستطيع إعادته إلى الطائرة ولكن رجال عودة يجبرونه على الهبوط. يجد عودة جسده في الحطام الذي أعقب ذلك ويتم التغلب عليه مع الندم في جميع الوفيات التي لا داعي لها. يحشد السجناء المتبقين ويقدم لتقسيم المياه المتبقية بينهم وإطلاق سراحهم. يقرر السجناء اتباع عودة الذي يقودهم إلى البحر معتقدين أنهم سيجدون المياه هناك استنادا إلى ما سمعه من راكب الإبل الميت.
الجيش وهو الآن جيش عودة يصل أخيرا إلى البحر ولكن من المؤسف عدم العثور على أي مياه عذبة حتى يجد علي عين ماء. بعد إعادة ملء جلود المياه الجيش يتحرك بعيدا ويأتي على قبيلة بني سيري سلاف. يقود عودة مجموعة صغيرة من الرجال للقاء شيخ قبيلة بني سيري وخلال الاجتماع يضرب الشيخ الجارية عائشة (لييا كيبيد) بوحشية. يبدو أن الشيخ يحمل قبيلة الزميري في العقيدة حيث أن الزميري من القبائل القليلة التي تسمح للمرأة بنفس الحريات التي تعطى للرجل. يحاول عودة الاحتجاج والتقدم بطلب شراء الجارية مقابل خاتم والدته التي تنتمي إلى نفس قبيلة الجارية. تدل على ذلك حجة والشيخ يكشف أن نسيب اشترى بالفعل ولاء بني سيري وأنهم كانوا يقصدون قتله مقابل مكافأة. باقي رجال عودة يطلقون هجوما مفاجئا محاطا بهيمنة بني سيري تاركا عودة لتقييد وصمود قادة قبيلة بني سيري وتحرير العبيد. لإضافة إهانة للإصابة يعفي علي الشيخ الساعة الذهبية التي قدمها له نسيب في حفل زفاف عودة. في الامتنان لتحرير العبيد والقبائل الأخرى تتعهد مواردها الخاصة لعودة. عايشة تقدم لقيادة عودة إلى قبيلة خاصة بها من أجل الحصول على مساعدتهم إلا أن عودة قد أطلق النار بالخطأ من قبل أحد القبيلة ويبدو أنه قد قتل فقط لإحياء في وسط طقوس جنازة الخاصة به. يدرك علي أن حالة عودة كانت في الواقع ظاهرة طبية تعرف باسم مورس بوتاتيفا الذي يؤدي فيه صدمة الرأس إلى ظهور جميع أعراض الوفاة. لكن القبائل يعتقدون أن عودة قد أعيد إحياءه من الموت بطريقة النبي محمد وأنه هو زعيم تنبأ في أساطير قبيلة الزميري. علي رغم معرفته بالطبيعة الحقيقية لإصابات عودة فإنه لا يفعل شيئا لثني هذه الفكرة. وتجمع قبيلة الزميري الآن حول عودة كزعيم لها. واحدة من طائرات نسيب تمكنت من تعقبهم وتفتح النار. القبائل تمكنت من اسقاط الطائرة ولكن علي تعرض لجروح قاتلة. يدير عودة طقوسه الأخيرة حيث يلقى علي الموت في ذراعيه. مع أنفاسه الأخيرة علي يجعل عودة يعده ب«قلب رقعة الشطرنج» في الواقع يطلب منه أن يلغي كل من عمار ونسيب مما يضع نهاية للصراع.
عودة يركب مع جيشه إلى أبواب مدينة نسيب. يصل عمار ويلتقي عودة الذي يكشف أنه وحد جميع القبائل الأخرى ويعتزم الحفاظ على الحزام الأصفر لهم. يكشف عمار أن نسيب وافق على شروط عمار ويطالب بأن يسلم عودة جيشه إلى عمار. أثناء المناقشة قتل عمار من قبل شيخ قبيلة بني سيري التي كانت في الواقع تهدف إلى عودة. جيش عودة غاضب معتقدا أن نسيب عبرواها مرتين وحاولوا قتل عودة خلال المفاوضات. يدرك قائد الجيش نسيب أنه مع عمار ميت ولا يوجد شيء لوقف عودة من الهجوم. مع سقوط القذائف يتخلى عودة عن أي أمل في المحادثات ويقود جيشه إلى اكتساح دفاعات نسيب. على الرغم من أن نسيب يمتلك أسلحة متفوقة فإن الجمع بين جميع القبائل في جيش عودة يعلوهم بأعداد هائلة.
يخرج عودة من حصانه بقذيفة ضالة ويواجهها شيخ بني سيري. الشيخ يهزمه بسهولة في قتال ربع وثيق ويهزه ويسأل عما إذا كان عودة تعلم السور «في مكتبة». قبل أن يخرج الشيخ بضربة قاتلة فإن عايشة تطعنه في ظهره وتنقذ عودة. التعلم عن التطورات فإن عرش نسيب يؤول إلى ليلى. عودة من خلال زواجه من ليلى هو الآن حاكم كلتا المدينتين. في المدينة تتحصن قوات عودة في الأبراج مشيرا إلى أنه لم يخون قط عمار ولكن بدلا من ذلك كان محتجزا من قبل نسيب. يمشي عودة في المكتبة حيث يجد نسيب الذي يكمله على إنجازاته ويسأل ما يعتزم القيام به. رد عودة أنه على خلاف والده وقال أنه لا يكره الأجانب وأنه يعتقد أن لديهم الكثير ليقدموه. على سؤال من قبل عودة حول ما يجب القيام به مع نسيب قال أنه يعترف أنه إذا كان في مكان فإنه قتله بسرعة ودون ألم. بدلا من ذلك يختار عودة إرساله إلى هيوستن للجلوس في مجلس إدارة شركات النفط حيث يمكنه حماية مصالح شعوبها. عودة يقدم له مجاملة مكتوبة قائلا «أنه لا يمكن التفكير في أي شخص أكثر مكرا» من نسيب لملء الدور وأن شعب النفط «يستحقونه». ينتهي الفيلم مع عودة يعقد اجتماعا مع العديد من الأجانب ويفترض مع شركات النفط.

## البطولة
- طاهر رحيم في دور الأمير عودة
- أنتونيو بانديراس في دور أمير نسيب
- مارك سترونج في دور سلطان عمار
- فريدا بينتو في دور الأميرة ليلى
- جان أودين في دور ابن إدريس
- ريز أحمد في دور الطبيب علي
- كوري جونسون في دور ثوركيتل
- لييا كيبيدي في دور عائشة
- لطفي الدزيري في دور شيخ قبيلة بني سيري
- هشام رستم في دور جنرال نسيب
- مصطفى جعفر في دور خوز أحمد
- جمال أنور في دور مرافق خوز أحمد
- إدريس الروخ في دور مغروف
- إريق إبواني في دور حسن دخيل
- أكين غازي في دور صالح
- عبد المجيد لكحل في دور الإمام العجوز

## الاستقبال
في حين كان هناك ثناء للطموح وقيم الإنتاج والعمل فإن الفيلم كان بشكل عام ضعيف وانتقد لكونه ممل وبطيئ فضلا عن العرق البطلين الرئيسيين (بانديراس وسترونغ). كتب أندرو بولفر في صحيفة الغارديان محللا الفيلم: «توصف بأنها الانطلاقة العربية في الساحة الدولية للسينما فإن الذهب الأسود يحفز مارك سترونغ وأنطونيو بانديراس ضد بعضها البعض كما الإمارات المتحاربة الممزقة بين الطرق التقليدية والإغراءات الحديثة. لكن على الرغم من نواياهما المشرفة فإن الذهب الأسود يضرب الأرض بالضوضاء المجلجلة عن طريق الحوار الإنكليزي المكسور الذي كان عمليا خارج إطار الفيلم».

## وصلات خارجية
- مقالات تستعمل روابط فنية بلا صلة مع ويكي بيانات
- Black Gold at الطماطم الفاسدة